# Асептична некроза
Асептична некроза е заболяване, резултат от временна или трайна загуба на кръвоснабдяването на костите. Наблюдава се най-често в детска и юношеска възраст. Болестният процес от начало до края протича асептично, без никакви признаци за инфекция. В хода на заболяването се развива некроза на костната тъкан и костния мозък в засегнатата област, поради запушване на локалните изхранващи кръвоносни съдове.

## Етиология
Причините за възникването на болестта могат да бъдат:
- травма;
- медикаменти (стероиди, антиретровирусни средства);
- употреба на алкохол;
- системни заболявания (системен лупус еритематодес, ревматоиден артрит);
- химиотерапия;

В протичането на болестта се установяват пет стадия:
1. Некроза (умъртвяване) на костната тъкан.
2. Раздробяване на некротичната костна тъкан.
3. Проникване на кръвоносни съдове от незасегнатата в засегнатата част на костта.
4. Образуване на нова костна тъкан и резорбция на некротичната.
5. Оздравяване с възстановяване на нормална костна тъкан.

Най-честата форма на болестта е асептичната некроза на главичката на бедрената кост (т.нар. болест на Пертес). От нея заболяват деца на възраст от 5 до 12 години. По правило се засяга почти винаги дясната тазобедрена става, като в другата настъпват само леки изменения. Момчетата боледуват 4 – 5 пъти повече от момичетата.

Най-ранните признаци са болка и накуцване. Болката е локализирана в тазобедрената става, по-рядко се разпространява в коляното или целия крак. Постепенно се развива мускулна контрактура с принудително свит и ториран навън крак. По-късно настъпва атрофия на мускулатурата на бедрото. Заболяването продължава 3 – 5 и повече години, като в много случаи настъпва самоизлекуване с трайни последици (накуцване, скъсяване на крака, мускулна атрофия, деформираща артроза).
Асептичната некроза на гръбначния стълб засяга прешлените и междупрешленните дискове. В хода на болестта постепенно се образува гърбица. Заболяването е хронично и продължава 6 – 9 и повече години. Изкривяването на гръбначния стълб е най-силно изразено в поясната област.
Асептичната некроза на големия пищял (тибия) най-често се развива у момчета на възраст 14 – 17 години, занимаващи се със спорт (главно футбол). След травма или повишено натоварване в областта на коляното и тибията се появява оток, болезнен при натиск. Накуцването трае 2 – 3 години, след което постепенно настъпва оздравяване.
Асептичната некроза на малката костица, която се намира в средата на китката, се появява у физически работници на възраст между 20 и 40 години, главно мъже. Характеризира се с болки и оток в областта на китката и дланта и ограничаване на движенията.

## Лечение
Лечението на асептичната некроза е продължително и се провежда под ръководството на специалист – ортопед. В по-ранен стадий се прилагат обездвижващи средства (шиниране, гипсова превръзка), принудителен покой, масаж, физикални процедури.
По показание се предприема хирургично-ортопедично лечение – отстраняване на некротичните костни и хрущялни секвестри, присаждане на консервирана здрава костна тъкан, реконструкция на засегнатия костно-ставен участък, артродеза, а при строго показание – костно-ставна ендопротеза.